# حاجی‌ده
حاجی‌ده، روستایی از توابع بخش رحمت‌آباد و بلوکات شهرستان رودبار در استان گیلان ایران است.حاجی ده در ۲۲ کیلومتری شهر رستم آباد قرار دارد.

## جمعیت
این روستا در دهستان دشتویل قرار دارد و براساس سرشماری مرکز آمار ایران در سال ۱۳۸۵، جمعیت آن ۱۳۷ نفر (۴۵خانوار) بوده‌است.در حال حاضر،به روستای توریستی و گردشگری معرفی شده است.